# USS Eager (AM-224)
USS Eager (AM-224) – trałowiec typu Admirable służący w United States Navy w czasie II wojny światowej. Służył na Pacyfiku.
Okręt został zwodowany 10 czerwca 1944 w stoczni American Shipbuilding Co. w Lorain. Jednostka weszła do służby 23 listopada 1944, pierwszym dowódcą został Lieutenant F. A. Fitton, USNR.
Brał udział w działaniach II wojny światowej. Oczyszczał z min wody Dalekiego Wschodu po wojnie. Przekazany Meksykowi 2 października 1962, gdzie nosił nazwę DM-06.

## Odznaczenia
„Eager” otrzymał 1 battle star za służbę w czasie II wojny światowej.